# Grand Army Plaza (línea Eastern Parkway)
Grand Army Plaza es una estación en la línea Eastern Parkway del Metro de Nueva York de la división A del Interborough Rapid Transit Company (IRT). La estación se encuentra localizada en Park Slope, Brooklyn entre la Avenida Washington y Eastern Parkway y al norte con Grand Army Plaza. La estación es servida por los trenes del servicio ,  y .